# Star Wars - Il risveglio della Forza
Star Wars - Il risveglio della Forza (Star Wars: The Force Awakens), noto anche come Star Wars - Episodio VII - Il risveglio della Forza (Star Wars: Episode VII - The Force Awakens), è un film del 2015 diretto da J. J. Abrams.
È il settimo episodio della saga di Guerre stellari, ed è ambientato trent'anni dopo gli eventi de Il ritorno dello Jedi, e racconta della ricerca di Luke Skywalker da parte di Rey, Finn e Poe Dameron e della loro lotta al fianco della Resistenza, guidata dai veterani dell'Alleanza Ribelle, contro Kylo Ren e il Primo Ordine, successore dell'Impero Galattico.
Il risveglio della Forza è il primo film della cosiddetta "trilogia sequel", annunciata in seguito all'acquisto della Lucasfilm da parte di The Walt Disney Company nell'ottobre 2012. Il film è prodotto da Lucasfilm e Bad Robot Productions e distribuito dalla Walt Disney Studios Motion Pictures. Abrams e Lawrence Kasdan, co-sceneggiatore de L'Impero colpisce ancora e Il ritorno dello Jedi, hanno riscritto una sceneggiatura iniziale di Michael Arndt. George Lucas, creatore della saga, ha avuto il ruolo di consulente nelle prime fasi del progetto. Questo film è l'ultimo film interpretato da Carrie Fisher ad essere stato rilasciato durante la sua vita.
Il film ha ottenuto un notevole successo di incassi e critica, venendo candidato a svariati premi cinematografici, tra i quali cinque premi Oscar 2016 e quattro premi BAFTA 2016.

## Trama
Trent'anni dopo la battaglia di Endor, Luke Skywalker è scomparso. Sia la Resistenza, sostenuta dalla Nuova Repubblica e guidata da Leila Organa, sia il Primo Ordine, nato dalle ceneri dell'Impero Galattico, perlustrano la galassia nel tentativo di trovarlo. Poe Dameron, il miglior pilota della Resistenza, viene mandato su Jakku per recuperare una mappa che si crede conduca a Luke; anche il Primo Ordine, però, sta cercando di recuperarla. Kylo Ren, il generale del Primo Ordine, infatti, atterra su Jakku e attacca il villaggio in cui si trova Poe, quest'ultimo nasconde la mappa nel suo droide, BB-8, e lo manda via. Kylo cattura Poe e ordina agli assaltatori di massacrare gli abitanti del villaggio. Uno degli assaltatori, FN-2187, incredulo di fronte alla brutalità del Primo Ordine, aiuta Poe a fuggire; i due rubano un caccia TIE, ma vengono abbattuti e precipitano su Jakku. FN-2187, ribattezzato "Finn" da Poe, sembra essere l'unico sopravvissuto. Nel frattempo, BB-8 viene trovato da Rey, una ragazza che sopravvive vendendo rottami trovati nel deserto e che è in attesa dei suoi genitori. Finn incontra Rey e BB-8, ma i tre vengono attaccati dal Primo Ordine e fuggono a bordo di una vecchia nave abbandonata, il Millennium Falcon.
Ian Solo e Chewbecca catturano il Falcon, che era stato rubato loro anni prima. Han rivela che Luke scomparve dopo che uno dei suoi apprendisti passò al lato oscuro. Alla Base Starkiller, un pianeta convertito in una super-arma capace di distruggere interi sistemi stellari, Kylo Ren viene informato dal Leader Supremo Snoke, suo maestro, che l'unico modo per resistere al richiamo del lato chiaro è uccidere suo padre, Han Solo. L'equipaggio del Falcon si reca sul pianeta Takodana per incontrare Maz Kanata, che può aiutare BB-8 a raggiungere la Resistenza. Nei sotterranei del castello di Maz, Rey trova la spada laser appartenuta a Luke e a Dart Fener e ha una visione indotta dalla Forza. Maz spiega che è prescelta a possedere l'arma, ma Rey, spaventata, fugge. Maz consegna la spada a Finn, in modo che possa consegnarla alla ragazza quando sarà pronta.
La Base Starkiller, su ordine del generale Hux, distrugge il sistema stellare di Hosnian, sede della Nuova Repubblica. Nel frattempo, il Primo Ordine attacca il castello di Maz. La Resistenza, guidata da Poe, sopravvissuto all'impatto su Jakku, giunge in soccorso, ma Rey viene catturata da Ren e portata a bordo della Base Starkiller. Kylo tortura mentalmente Rey per cercare di ottenere i dettagli della mappa, ma la ragazza riesce a resistergli. Approfittando dell'assenza di Kylo, Rey fugge usando un trucco mentale Jedi. Intanto Han, Chewbecca, Finn e BB-8 si recano su D'Qar, la base della Resistenza, per ideare un piano per fermare il Primo Ordine, il quale punta la Base Starkiller contro D'Qar. Finn, Ian e Chewbecca vengono mandati in missione per sabotare l'arma e permettere agli X-wing della Resistenza di distruggerla. Il gruppo trova Rey e piazza numerosi esplosivi nella Base Starkiller. Han si confronta con Kylo Ren chiamandolo con il suo vero nome, Ben, e cerca di convincerlo ad abbandonare il lato oscuro, ma Kylo lo uccide con la spada laser. Infuriato, Chewbecca colpisce Ren con la sua balestra laser e innesca gli esplosivi.
I piloti della Resistenza superano le difese del Primo Ordine e attaccano la Base Starkiller, innescando una reazione a catena che fa collassare l'arma. Nel frattempo Kylo insegue Rey e Finn, che lo affronta usando la spada laser di Luke. Finn viene colpito, ma Rey recupera la spada laser e combatte contro Kylo. La ragazza riesce a sopraffare Kylo grazie alla Forza, ma i due vengono separati da una voragine che si apre nel terreno. Snoke ordina al generale Hux di evacuare il pianeta e portare Kylo con sé; Rey, Finn e Chewbecca fuggono invece a bordo del Falcon. Il gruppo fa ritorno su D'Qar, dove R2-D2, spentosi dal giorno della partenza di Luke, si riattiva e rivela il resto della mappa. Mentre gli infermieri della Resistenza si occupano di Finn gravemente ferito, Rey parte insieme a Chewbecca e R2-D2 a bordo del Falcon per raggiungere lo sperduto pianeta  Ahch-To, dove ritrova il leggendario maestro Jedi e gli porge la sua spada laser come richiesta di aiuto. 

## Personaggi
- Ian Solo, interpretato da Harrison Ford: Un furfante e contrabbandiere. Parlando del personaggio, Ford ha detto: "Non aspira minimamente alla posizione di Obi-Wan Kenobi, e non vuole diventare una sorta di nuovo Alec Guinness. Il suo sviluppo è coerente con il personaggio, e ci sono degli elementi emotivi che lo hanno portato occasionalmente a crescere," e ha aggiunto che "ha ancora lo spirito di una canaglia. Certe cose non cambiano".[1]
- Luke Skywalker, interpretato da Mark Hamill: Uno degli ultimi Jedi andato in esilio volontario. Abrams ha spiegato che Luke, Ian e Leila "vengono visti [dalla nuova generazione di eroi] come delle figure mitiche, come i personaggi della storia di Re Artù. Sono dei personaggi di cui hanno sentito parlare, ma forse no. Sono dei personaggi che alcuni credono siano esistiti, altri li considerano delle semplici favole".[2]
- Leila Organa, interpretata da Carrie Fisher: Generale della Resistenza, un tempo principessa di Alderaan; è la sorella gemella di Luke. Dopo gli eventi de Il ritorno dello Jedi, Leila viene descritta come "un po' più distrutta dalla guerra, con il cuore spezzato".[3] Fisher ha descritto il personaggio come "solitario. Con un sacco di pressione su di sé. È totalmente dedita alla sua causa, ma immagino si senta in qualche modo sconfitta, stanca e nervosa", mentre Abrams ha rivelato che "la posta in gioco è molto alta per lei, per cui non c'è molto da divertirsi quando Leia è preoccupata".[4]
- Kylo Ren, interpretato da Adam Driver: Adepto del lato oscuro, comandante del Primo Ordine, membro dei Cavalieri di Ren e apprendista del Leader Supremo Snoke. Riguardo al personaggio Abrams ha affermato che il film "spiega le origini della sua maschera e da dove arriva, il design è chiaramente un riferimento a quella di Dart Fener. Ren è ben consapevole di ciò che è accaduto e di chi lo ha preceduto, e questa è una parte importante del film", mentre riguardo alla spada laser, Abrams ha rivelato che "è un'arma che si è costruito da solo, ed è pericolosa, feroce e a brandelli come il personaggio.[5][6]
- Rey, interpretata da Daisy Ridley: Una mercante di rottami del pianeta desertico Jakku abbandonata da bambina che scopre di essere sensibile alla Forza.[7] Ridley ha spiegato che Rey è "completamente autosufficiente e fa tutto per sé stessa, finché non incontra Finn e l'avventura ha inizio".[7]
- Finn, interpretato da John Boyega: Un assaltatore del Primo Ordine pentito delle sue azioni.[7][8] Boyega ha spiegato che "quando incontriamo Finn, si trova in gravissimo pericolo. E il modo in cui reagisce al pericolo cambia la sua vita, e lo catapulta nell'universo di Star Wars in un modo unico".[7] Parlando del personaggio, Boyega ha detto: "È stato istruito riguardo Luke, conosce la sua storia. Per lui è come unirsi all'esercito e venire poi a conoscenza di uno dei più grandi nemici del tuo paese".[2]
- Poe Dameron, interpretato da Oscar Isaac: Un pilota di X-wing membro della Resistenza.[7] Descrivendo il personaggio, Isaac ha detto: "È il miglior pilota della galassia... viene mandato in missione da una certa Principessa, e la sua strada incontra quella di Finn, e da quel momento il loro destino è strettamente legato".[7]
- Maz Kanata, interpretata da Lupita Nyong'o: Un'anziana e saggia aliena che gestisce un locale sul pianeta Takodana.[9] Nyong'o ha interpretato il personaggio tramite performance capture.[9] Parlando del personaggio, Nyong'o ha affermato: "Ha oltre mille anni. Per circa un secolo ha avuto una specie di abbeveratoio, un altro di quei bar negli angoli dell'universo di Star Wars".[10] Riguardo alla creazione del personaggio, Abrams ha spiegato: "Avevo delle idee molto chiare su come avrebbe dovuto lavorare e cosa avrebbe fatto. Avevo questa idea sugli occhialoni che indossava. I suoi occhi sono un aspetto importante del suo personaggio".[10]
- Leader Supremo Snoke, interpretato da Andy Serkis: Potente e misteriosa figura del lato oscuro della Forza a capo del Primo Ordine e maestro di Kylo Ren.[11] Serkis ha interpretato il personaggio tramite performance capture.[12] Serkis ha descritto il personaggio come "molto enigmatico, e stranamente vulnerabile e al tempo stesso molto potente". Parlando del look, Serkis ha spiegato: "È grosso. Molto alto. E l'aspetto del suo volto... non sarebbe stato possibile crearlo con il make-up prostetico [...] Ha delle ossa e una struttura facciale molto peculiare e idiosincratica".[13]
- Generale Hux, interpretato da Domhnall Gleeson: Un ufficiale capo della principale stazione del Primo Ordine, la base Starkiller.[14] Descrivendo il personaggio, Gleeson ha detto: "Ha un'aria di superiorità, si crede migliore delle persone che lo circondano. È spietato, definiamola come minimo una persona che crede nella disciplina".[15] Gleeson ha spiegato che Hux è l'opposto di Kylo Ren, affermando che "hanno un loro rapporto, che è individuale e inconsueto. Uno è forte in modo diverso dall'altro. Ma entrambi vogliono il potere".[15]
- C-3PO, interpretato da Anthony Daniels: Un droide protocollare umanoide.
- Lor San Tekka, interpretato da Max von Sydow: Un anziano abitante di Jakku e membro della chiesa della Forza.[16]

Peter Mayhew interpreta Chewbecca, uno wookiee compagno d'avventure di Ian; in diverse sequenze Mayhew è stato sostituito da Joonas Suotamo a causa del suo problema al ginocchio. Gwendoline Christie interpreta il Capitano Phasma, un ufficiale assaltatore del Primo Ordine. Timothy M. Rose e Mike Quinn riprendono i rispettivi ruoli dell'ammiraglio Ackbar e Nien Nunb da Il ritorno dello Jedi. Kiran Shah interpreta Teedo, un rovistatore di rifiuti su Jakku che cavalca un luggabeast semi-meccanico. Kenny Baker è accreditato come consulente per R2-D2. Greg Grunberg e Jessica Henwick interpretano i piloti della Resistenza Snap Wexley e Jess "Testor" Pava. Iko Uwais, Yayan Ruhian, Cecep Arif Rahman interpretano Tasu Leech, Razoo Qin-Fee e Crokind Shand, contrabbandieri membri della Kanjiklub Gang. Simon Pegg interpreta Unkar Plutt, un mercante di rifiuti di Jakku. Warwick Davis appare nei panni di Wollivan, un abitante del castello di Maz Kanata. Thomas Brodie-Sangster appare nei panni dell'ufficiale del Primo Ordine Thanisson. Ken Leung interpreta l'ammiraglio della Resistenza Statura. Billie Lourd interpreta il tenente Connix. Mark Stanley interpreta un Cavaliere di Ren. Harriet Walter interpreta Kalonia, un medico della Resistenza. Emun Elliott interpreta Brance, un membro della Resistenza. Appaiono in ruoli minori Pip Andersen, Crystal Clarke, Amybeth Hargreaves, Miltos Yerolemou, Maisie Richardson-Sellers, Judah Friedlander, e Leanne Best.
Ewan McGregor ha un cameo vocale nei panni di Obi-Wan Kenobi, mentre sono state usate registrazioni audio d'archivio di Frank Oz e Alec Guinness nei panni di Yoda e Obi-Wan Kenobi. Daniel Craig, Michael Giacchino e Nigel Godrich hanno un cameo nei panni di alcuni assaltatori. Bill Hader e Ben Schwartz sono accreditati come consulenti vocali per BB-8. I membri del cast delle serie televisive Star Wars: The Clone Wars e Star Wars Rebels Dee Bradley Baker, Matt Lanter, Tom Kane, Catherine Taber, Matthew Wood, Sam Witwer, Meredith Salenger e lo showrunner Dave Filoni sono accreditati come voci aggiuntive.

## Produzione

### Sviluppo

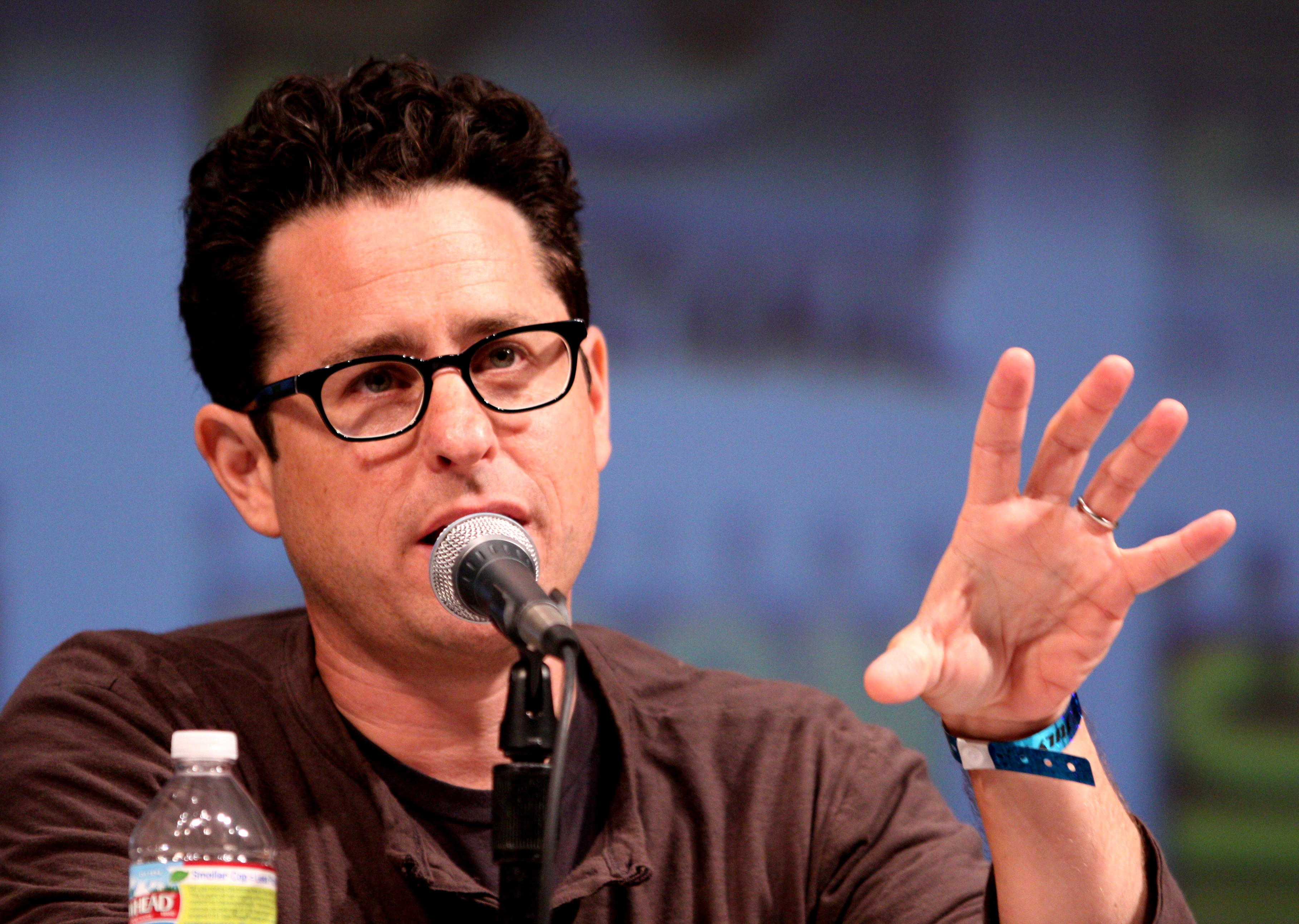
J. J. Abrams, regista, produttore e sceneggiatore del film

Quando la Lucasfilm fu venduta alla Walt Disney Company nell'ottobre 2012, George Lucas consegnò i suoi trattamenti per Episodio VII, VIII e IX al presidente della Disney Bob Iger. La prima sceneggiatura è stata scritta da Michael Arndt. David Fincher, Guillermo del Toro, e Brad Bird sono stati considerati come possibili registi. Nel gennaio 2013 venne annunciato J. J. Abrams come regista del film, con Lawrence Kasdan e Simon Kinberg nel ruolo di consulenti creativi. Abrams aveva inizialmente rifiutato la regia per poter dirigere il sequel di Into Darkness - Star Trek. Le prime bozze vedevano Luke Skywalker apparire a metà del film, ma Arndt ha scoperto che "ogni volta che Luke entrava nel film, ne prendeva semplicemente il controllo. All'improvviso non ti importava più del tuo personaggio principale". Così ha deciso di utilizzare Luke come MacGuffin del film e, come qualcosa che i protagonisti dovevano trovare, non sarebbe apparso di persona fino alla scena finale. Mark Hamill ha rivelato che la prima inquadratura del film prevista dalla sceneggiatura iniziale mostrava la spada di Luke con attaccata la sua mano mozzata che fluttuava nello spazio finché non sarebbe precipitata nel deserto di Jakku. Alcuni concept art iniziali e poi abbandonati mostravano l'introduzione di un Han Solo ubriaco e circondato da alieni privi di sensi in una cantina, intento ad amareggiarsi per l'abbandono della sua vita familiare. Nell'ottobre 2013 la Disney annunciò che Arndt aveva lasciato il progetto, e che Kasdan e Abrams avevano cominciato a scrivere una nuova sceneggiatura. Abrams disse che il cambio di sceneggiatori era dovuto a una questione di tempo; inoltre disse che il film avrebbe avuto lo spirito del primo Guerre stellari, e che si sarebbe basato più sulle emozioni che sulle spiegazioni.
In qualità di consulente, Lucas partecipò alle prime riunioni sulla storia; Lucas ha spiegato che "Dicevo più che altro 'Questo non lo potete fare, questo sì.' [...] Ci sono molti piccoli pezzi, e io conosco tutte queste cose". Il figlio di Lucas, Jett, ha spiegato al Guardian che suo padre era "molto afflitto" per aver venduto i diritti del franchise, nonostante abbia contribuito alla scelta di Abrams come regista, e che era a disposizione per aiutare, ma di voler lasciare il franchise in modo che possa entrare in una nuova fase". Tuttavia, nel gennaio 2015, lo stesso Lucas ha rivelato che la Disney non ha utilizzato nessuna delle sue idee per il film. Nel gennaio 2014 Abrams ha annunciato di aver completato la sceneggiatura. Nell'aprile 2014 la Lucasfilm ha spiegato che gli episodi VII-IX non utilizzeranno storie dall'universo espanso, anche se alcuni elementi potrebbero essere inclusi, come accaduto con la serie televisiva Star Wars Rebels. La figura di Kylo Ren è tratta dal personaggio ormai non più canonico Darth Caedus, noto prima come Jacen Solo, la cui sorte è narrata nella serie di romanzi Star Wars: Legacy of the Force del 2006-08.

### Pre-produzione
Nel maggio 2013 è stato confermato che la produzione di Episodio VII avrebbe avuto luogo nel Regno Unito. Nel settembre 2013 gli uffici della Bad Robot Productions a Los Angeles sono stati convertiti per permettere di girare una piccola parte del film negli Stati Uniti. Michael Kaplan, che aveva lavorato ai film di Star Trek, fu annunciato come costumista. Maryann Brandon e Mary Jo Markey, anche loro frequenti collaboratrici di Abrams, furono confermate come montatrici. Nell'agosto 2013 è stato annunciato come direttore della fotografia Daniel Mindel, e che il film sarebbe stato girato su pellicola Kodak da 35mm. Nell'ottobre 2013 furono confermati altri membri della troupe, tra cui il sound designer Ben Burtt, gli scenografi Rick Carter e Darren Gilford, il supervisore agli effetti speciali Chris Corbould, il supervisore agli effetti visivi Roger Guyett, il tecnico del suono Matthew Wood, e i produttori esecutivi Tommy Harper e Jason McGatin.

### Casting

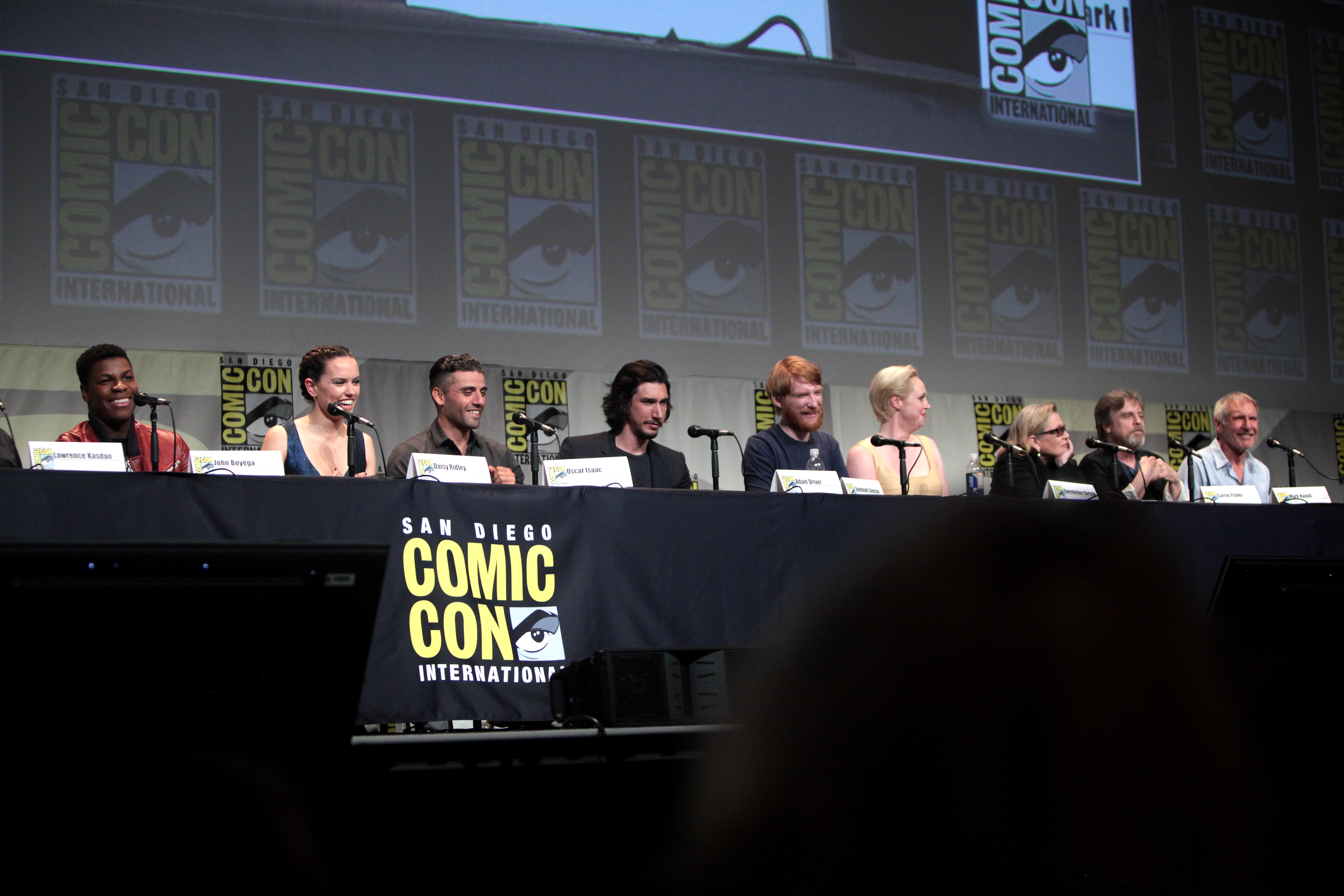
Il cast del film al San Diego Comic-Con 2015

Il casting ha avuto inizio intorno all'agosto 2013 con la lettura della sceneggiatura e i primi provini. Nel novembre 2013 si sono tenute nel Regno Unito, in Irlanda e negli Stati Uniti delle audizioni per i ruoli di "Rachel" e "Thomas". Il casting è stato poi ripreso nel gennaio 2014 a causa dei cambiamenti apportati alla sceneggiatura da Abrams e Kasdan. Le audizioni si sono protratte fino a tre settimane prima dell'annuncio ufficiale del 29 aprile 2014. Nonostante Lucas già da marzo 2013 abbia più volte lasciato intendere il ritorno di Mark Hamill, Harrison Ford e Carrie Fisher, il loro coinvolgimento non è stato confermato fino all'anno successivo. Nel febbraio 2014, Daisy Ridley è entrata a far parte del cast, e alla fine del mese anche Adam Driver ha firmato per partecipare al film. Nel marzo 2014 hanno avuto inizio le trattative con Andy Serkis e Oscar Isaac, e sono proseguite fino ad aprile. Sempre ad aprile è stato scelto John Boyega.
Il 29 aprile la Lucasfilm ha pubblicato una foto ritraente il cast al completo durante la lettura della sceneggiatura ai Pinewood Studios; nella foto sono presenti Abrams insieme con Ford, Ridley, Fisher, Peter Mayhew, Domhnall Gleeson, Anthony Daniels, Hamill, Serkis, Isaac, Boyega, Driver, il produttore Bryan Burk, la presidente della Lucasfilm Kathleen Kennedy e lo sceneggiatore Lawrence Kasdan. Fanno inoltre parte del cast, ma non sono presenti nella foto, Max von Sydow e Kenny Baker. L'8 aprile 2014 è stato poi annunciato il ritorno di Peter Mayhew nel ruolo dello wookiee Chewbecca. Il 2 giugno 2014 è stato annunciato l'ingresso nel cast del film di Lupita Nyong'o e Gwendoline Christie. Nel luglio seguente sono stati ingaggiati anche gli esordienti Pip Andersen e Crystal Clarke, insieme con l'attrice britannica Christina Chong. Nell'ottobre 2014 Warwick Davis, che interpretò l'Ewok Wicket W. Warrick ne Il ritorno dello Jedi ed ebbe anche un cameo ne La minaccia fantasma, ha annunciato la sua partecipazione al film con un video postato sul canale YouTube ufficiale di Star Wars.

### Riprese

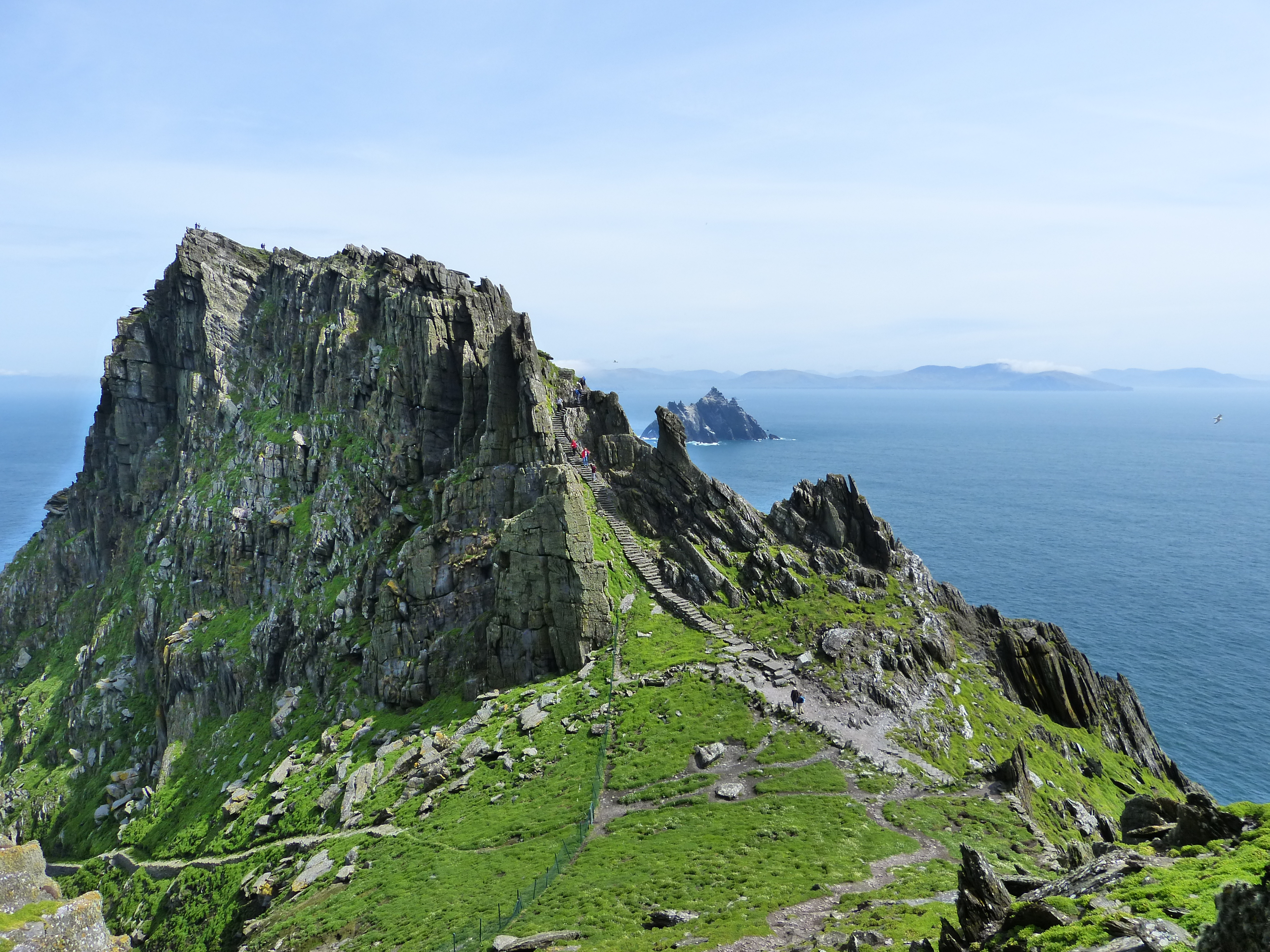
Skellig Michael, una delle location del film

Nel febbraio 2014 Abrams ha rivelato che le riprese sarebbero cominciate a maggio e sarebbero durate tre mesi. In seguito HitFix ha riportato che le riprese si sarebbero concluse a settembre 2014. Il 18 marzo la Lucasfilm ha annunciato ufficialmente che le riprese sarebbero cominciate a maggio e avrebbero avuto luogo principalmente ai Pinewood Studios. Nel marzo 2015 è stato rivelato che si sarebbero tenute alcune riprese di seconda unità in Islanda, prima dell'inizio ufficiale delle riprese. Nell'aprile 2015 il presidente dei Walt Disney Studios Alan Horn ha rivelato che le riprese di seconda unità erano segretamente cominciate due settimane prima ad Abu Dhabi. Le riprese principali sono iniziate ufficialmente il 16 maggio 2014 ad Abu Dhabi con il titolo di lavorazione AVCO. A inizio maggio Abrams e alcuni membri del cast sono arrivati ad Abu Dhabi, dove sono stati costruiti un'astronave, una grossa torre e un mercato locale. A giugno la produzione si è spostata ai Pinewood Studios.
Il film è stato girato su pellicola Kodak Vision a 35 mm utilizzando cineprese Panavision, mentre parte del film è stata girata in IMAX su pellicola da 70mm. Durante le riprese ai Pinewood Studios, il 14 giugno 2014, Harrison Ford ha subìto un infortunio alla caviglia che lo ha costretto ad abbandonare il set per otto settimane, con il conseguente slittamento generale del termine delle riprese del film. Dal 28 al 30 luglio si sono tenute delle riprese a Skellig Michael, un'isola vicina alla costa della contea di Kerry in Irlanda, con Mark Hamill e Daisy Ridley. All'inizio di agosto la produzione si è nuovamente fermata per permettere ad Abrams di aggiustare le riprese a causa dell'assenza di Ford, ed è nuovamente ripresa a pieno ritmo a metà agosto. A settembre 2014 le riprese si sono spostate alla ex base militare della Royal Air Force a Greenham Common nella contea del Berkshire, vicino ai Pinewood Studios. Il 6 novembre 2014 è stata annunciata ufficialmente la conclusione delle riprese.

### Post-produzione
Il direttore della fotografia Daniel Mindel ha affermato che per Il risveglio della Forza sono state utilizzate molte location reali e modellini in scala piuttosto che immagini al computer in modo da renderlo simile esteticamente alla trilogia originale di Star Wars. Rian Johnson, regista di Episodio VIII, ha reiterato che Abrams ha usato molta poca CGI e molti più effetti speciali pratici. Uno dei nuovi droidi del film, BB-8, è stato sviluppato da Disney Research in collaborazione con Sphero, ed è stato creato dall'esperto di animatronica Neal Scanlan, che lo ha manovrato anche sul set. Nel febbraio 2014 l'Industrial Light & Magic ha annunciato l'apertura di nuovi studi di effetti visivi a Londra e l'espansione della sede di Vancouver per poter lavorare meglio ai due franchise degli Avengers dei Marvel Studios e di Star Wars.

## Colonna sonora
Nel luglio 2013 venne annunciato che John Williams avrebbe composto le musiche per il film. Il compositore cominciò a lavorare alla colonna sonora nel dicembre 2014, e intorno a metà giugno 2015 aveva completato gran parte delle musiche. A maggio 2015 Williams affermò che avrebbe riutilizzato temi dai film precedenti, come quello di Luke, Leila e Ian, in un modo che "apparirà molto naturale e giusto nei momenti che sono più adatti per fare questi determinati riferimenti. Non ce ne sono molti, ma ci sono alcuni [momenti] importanti e sembreranno parte del tessuto della composizione in maniera positiva e costruttiva". La colonna sonora è stata registrata a Los Angeles. La prima sessione di registrazione cominciò a giugno 2015 al Barbra Streisand Scoring Stage nei Sony Pictures Studios, con William Ross a dirigere la maggior parte delle registrazioni, che sono continuate per tutta l'estate fino a novembre 2015. La colonna sonora è stata pubblicata dalla Walt Disney Records il 18 dicembre 2015.

## Promozione

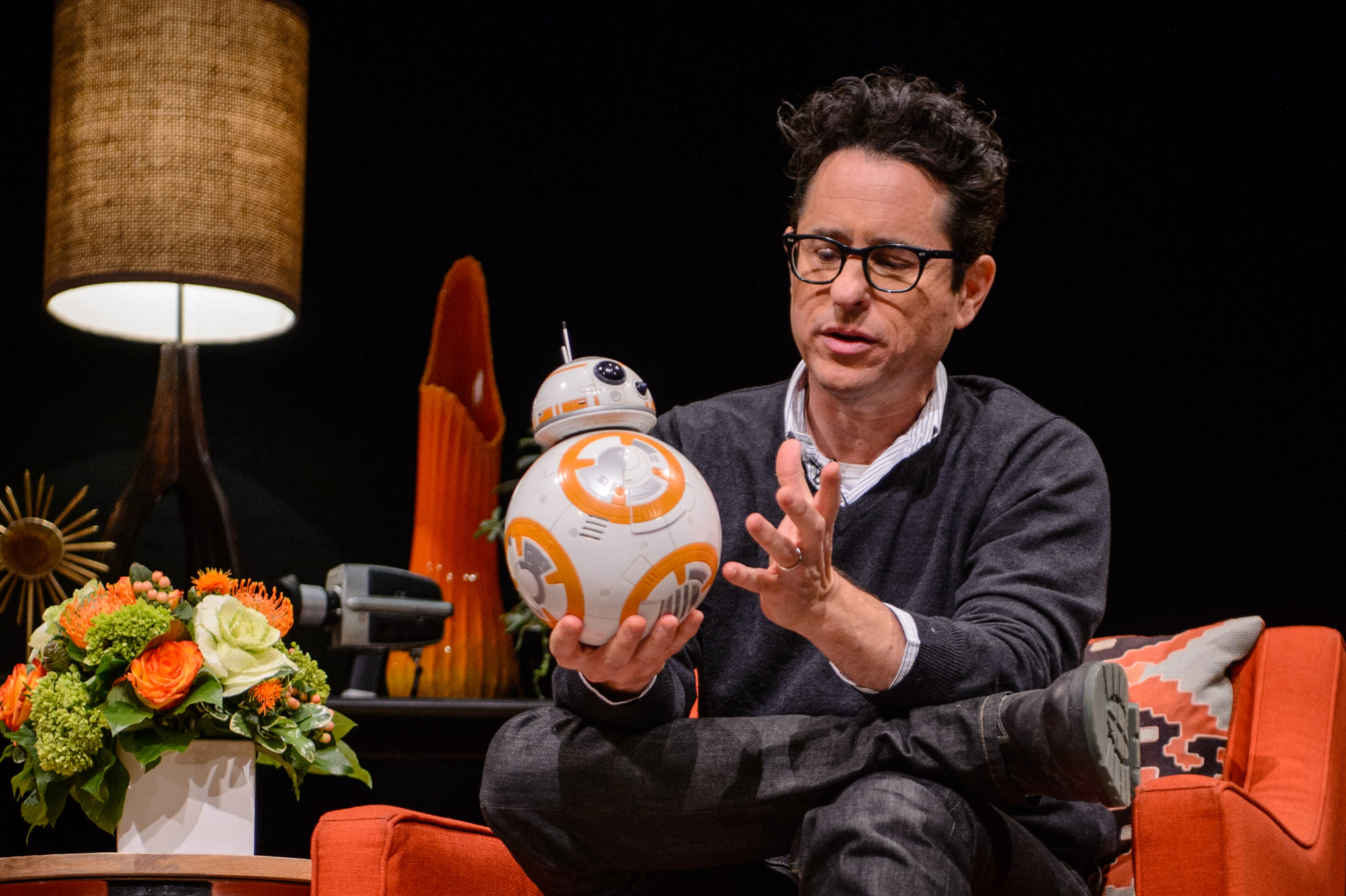
J. J. Abrams con un modello di BB-8 al Montclair Film Festival

L'11 dicembre 2014 vengono ufficialmente annunciati dalla Lucasfilm e Walt Disney Pictures i nomi di alcuni dei personaggi visti nel teaser trailer. Al San Diego Comic-Con International 2015 Abrams e Kennedy hanno mostrato al pubblico un video dietro le quinte del film. Durante il panel erano presenti pure i membri principali del cast.
Il 15 agosto 2015, al D23 Expo, è stato presentato un poster commemorativo del film disegnato da Drew Struzan, autore delle locandine di tutti i precedenti film della saga. Nell'ottobre 2015 la Lucasfilm ha pubblicato il poster ufficiale del film. A fine ottobre Air France ha annunciato l'iniziativa "Flight and Cinema", mettendo a disposizione dei passeggeri di determinati voli per Parigi una navetta per il cinema per vedere il film. Il 23 novembre è stata annunciata una partnership con Google, grazie al quale gli utenti Google possono scegliere se unirsi al Lato Chiaro o al Lato Oscuro e scaricare un'estensione per personalizzare il proprio browser. Negli Stati Uniti il 17 dicembre diversi cinema hanno proiettato una maratona di Star Wars, proiettando i primi sei film in 2D seguiti da Il risveglio della Forza in 3D.

### Trailer
Il primo teaser trailer del film è stato proiettato il 28 novembre 2014 in 30 sale cinematografiche selezionate degli Stati Uniti, in occasione del giorno del ringraziamento. Nello stesso giorno il teaser è stato poi diffuso online, ottenendo 58,2 milioni di visualizzazioni in un solo weekend. Nelle sale italiane il teaser trailer del film è stato distribuito per una settimana a partire dal 18 dicembre 2014, davanti alle copie del film d'animazione Big Hero 6. Il 16 aprile 2015, in occasione della Star Wars Celebration ad Anaheim in California, trasmessa in diretta in oltre 23 paesi, è stato pubblicato il secondo teaser trailer del film, anche in italiano. Il secondo teaser ha ottenuto 88 milioni di visualizzazioni in ventiquattr'ore e 145 milioni di visualizzazioni nella prima settimana; secondo il Guinness World Records il trailer su YouTube ha ottenuto 30,65 milioni nelle prime ventiquattr'ore, stabilendo un record per il maggior numero di visualizzazioni di un trailer nelle prime 24 ore. Il 19 ottobre 2015, durante l'intervallo del Monday Night Football sulla ESPN, è stato trasmesso il terzo trailer, pubblicato anche online. Il trailer ha ottenuto 112 milioni visualizzazioni online nelle prime ventiquattr'ore, stabilendo un nuovo record, a cui si aggiungono i 16 milioni di telespettatori che hanno visto il trailer durante il Monday Night Football. Il 6 novembre è stato pubblicato un trailer per il mercato giapponese.

### Merchandising
L'uscita del film è stata accompagnata da numerosi libri. Disney Publishing Worldwide e la Lucasfilm avevano precedentemente annunciato una serie di 20 titoli tra libri e e-book parte dell'iniziativa Journey to Star Wars: The Force Awakens e che sono stati pubblicati prima dell'uscita del film. La collezione completa contiene i libri pubblicati dalla Disney-Lucasfilm e i fumetti della Marvel Comics. Tutti i titoli sono inoltre canonici all'interno dell'universo di Star Wars. Il primo romanzo, Star Wars: Aftermath, è scritto da Chuck Wendig ed è stato pubblicato nel settembre 2015. La storia è ambientata poco dopo il finale de Il ritorno dello Jedi, e mostra le conseguenze delle morti dell'Imperatore e di Darth Vader, oltre al vuoto di potere che si forma dopo la caduta dell'Impero e le azioni dei Ribelli nei mesi successivi, eventi che culmineranno nella battaglia di Jakku. Il libro è il primo di una trilogia di romanzi che collegherà la trilogia originale con Il risveglio della Forza. Alan Dean Foster ha scritto inoltre l'adattamento letterario del film. Il 4 settembre 2015, ribattezzato "Force Friday", sono stati ufficialmente lanciati sul mercato tutti i prodotti legati a Il risveglio della Forza. A partire dalle 00:01, i Disney Store e gli altri negozi hanno messo in vendita giochi, libri, abbigliamento e altri prodotti legati al film.  Nel 2012 un progetto a forma seriale che tuttavia non vide mai la luce, intitolato Scandal of Blood di Pablo Hidalgo e Rayne Roberts, sarebbe dovuto uscire in contemporanea al film per descrivere gli eventi avvenuti tra Episodio VI e VII. Nel 2016 questa idea venne ripresa nel romanzo Star Wars: Bloodline, scritto da Claudia Gray e tratto da alcune bozze di Rian Johnson che introduce l'aspetto politico risalente a 6 anni prima della pellicola: in esso vengono trattati sia lo scandalo derivante dalla scoperta in senato della parentela tra Darth Vader e i gemelli Skywalker, sia l'inevitabile nascita della futura Resistenza dovuta a una Nuova Repubblica ormai paralizzata dalla corruzione.

## Distribuzione

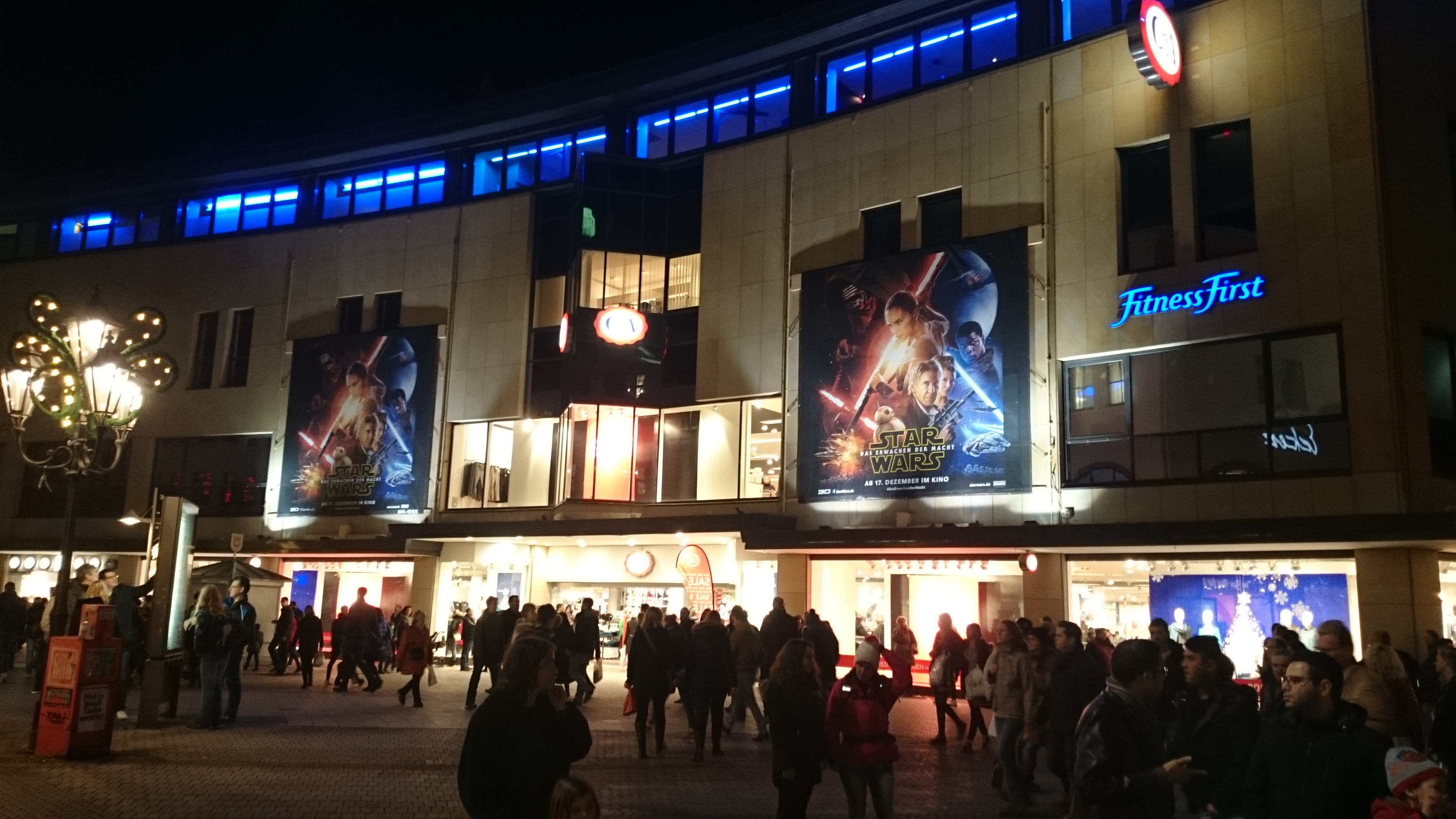
La locandina del film in un cinema di Norimberga, in Germania

### Data di uscita
La première mondiale di Star Wars: Il risveglio della Forza si è tenuta il 14 dicembre 2015 al TCL Chinese Theatre, all'El Capitan Theatre e al Dolby Theatre a Los Angeles. Il film, distribuito anche in 3D e IMAX 3D, è uscito il 16 dicembre 2015 in numerosi paesi europei (tra cui Italia, Francia, Svezia e Danimarca), nelle Filippine e in Thailandia; il 17 dicembre nel Regno Unito, in Germania, in Messico, e in diversi paesi asiatici, del Sud America e dell'Oceania; il 18 dicembre negli Stati Uniti, Spagna, Venezuela e Giappone, mentre in Cina il 9 gennaio 2016. In Nord America il film ha avuto la più ampia distribuzione di sempre per il mese di dicembre con oltre 4 100 schermi, di cui 3 300 schermi in 3D e 392 in formato IMAX. A partire dal 18 dicembre ha occupato la totalità degli schermi IMAX in Nord America per quattro settimane, fino al 16 gennaio 2016, divenendo uno dei pochi film a ricevere una distribuzione così ampia (gli ultimi film a essere distribuiti nella totalità degli schermi IMAX sono stati i tre capitoli de Lo Hobbit). Globalmente il film è stato distribuito in 940 schermi IMAX.
È il primo film della saga a essere distribuito dalla Walt Disney Studios Motion Pictures e non dalla 20th Century Fox. Di conseguenza il film non è introdotto né dal logo della 20th Century Fox né dalla celebre fanfara d'apertura composta da Alfred Newman. Poco dopo l'acquisizione della Lucasfilm da parte della Disney venne riportato che il film sarebbe stato distribuito sotto il banner "Disney/Lucasfilm", similmente a quanto fatto con i film Pixar, distribuiti sotto il banner "Disney·Pixar". Tuttavia il logo della Disney è assente dal marketing del film, infatti appare solamente nei prodotti di merchandise e all'inizio del film è presente il solo logo Lucasfilm. Il presidente della Disney Bob Iger ha spiegato che questo cambiamento è stato fatto "per i fan".

### Divieti
Negli Stati Uniti il film ha ricevuto dalla MPAA un rating PG-13, ovvero vietato ai minori di 13 anni non accompagnati da adulti per la presenza di "scene d'azione violenta".

### Edizione italiana
La direzione del doppiaggio e i dialoghi italiani sono stati curati da Carlo Cosolo, per conto della Dubbing Brothers Int. Italia. Per l'adattamento italiano, in accordo con la Lucasfilm, si è deciso di ripristinare i nomi originali dei personaggi che erano stati modificati nella trilogia classica; Ian Solo, Leila Organa e Dart Fener tornano così a essere Han Solo, Leia Organa e Darth Vader. Unica eccezione è "Ciube" ("Chewbe"), il nomignolo italiano di Chewbecca che, proprio per la sua natura di soprannome, è stato mantenuto. Ottavia Piccolo torna a doppiare dopo trentadue anni Carrie Fisher nel ruolo di Leia Organa, mentre Stefano Satta Flores, voce di Han Solo nella trilogia classica, scomparso nel 1985, viene sostituito da Michele Gammino, più volte doppiatore di Harrison Ford.

### Titolo
Il 6 novembre 2014, viene annunciato sul sito ufficiale il titolo del film, Star Wars: The Force Awakens, tradotto in italiano in Il risveglio della Forza. Nonostante il titolo ufficiale non riporti la dicitura Episodio VII, quest'ultima compare nella sequenza di apertura. Questa strategia promozionale con assente la numerazione del capitolo venne già utilizzata dalla Lucasfilm per L'Impero colpisce ancora e Il ritorno dello Jedi.
Nel gennaio 2017 viene rivelato che uno dei primi titoli scelti per questo capitolo era Shadow of the Empire, che è il titolo originale del romanzo di fantascienza L'ombra dell'Impero scritto da Steve Perry nel 1996 e appartenente all'universo espanso di Guerre stellari, le cui vicende si svolgono qualche mese dopo L'Impero colpisce ancora e subito prima de Il ritorno dello Jedi nel periodo della ribellione contro l'Impero.

### Edizioni home video
Star Wars: Il risveglio della Forza è stato distribuito da Walt Disney Studios Home Entertainment in download digitale il 1º aprile 2016 e il 5 aprile in Blu-ray e DVD; in Italia è stato distribuito l'8 aprile 2016 in versione digitale e il 13 aprile in Blu-ray e DVD.
Il 23 marzo 2016 delle copie piratate del film sono apparse online, a giorni di distanza dalla distribuzione ufficiale in home video, e sono state scaricate da più di 250.000 utenti in dodici ore.

## Accoglienza

### Incassi
Star Wars: Il risveglio della Forza ha incassato 936662225 $ in Nord America e 1134647993 $ nel resto del mondo, per un totale complessivo di 2071310218 $, a fronte di un budget di produzione di 245 milioni di dollari.
Globalmente ha esordito con $529 milioni nei primi cinque giorni; è il secondo film nella storia del cinema a incassare più di $500 milioni nel week-end d'esordio. Ha incassato 1 miliardo di dollari dopo soli 12 giorni di programmazione; è il ventiquattresimo film nella storia del cinema a superare il miliardo di dollari globalmente, il quinto del 2015 a raggiungere tale traguardo. Inoltre è il maggior incasso mondiale del 2015, il maggior incasso nel Nord America del 2015, il maggior incasso di sempre in Nord America, il decimo maggior incasso della storia del cinema e il secondo incasso della saga di Star Wars, ed è il terzo film nella storia del cinema a superare i 2 miliardi di dollari d'incasso, traguardo stabilito in 53 giorni.

#### Nord America

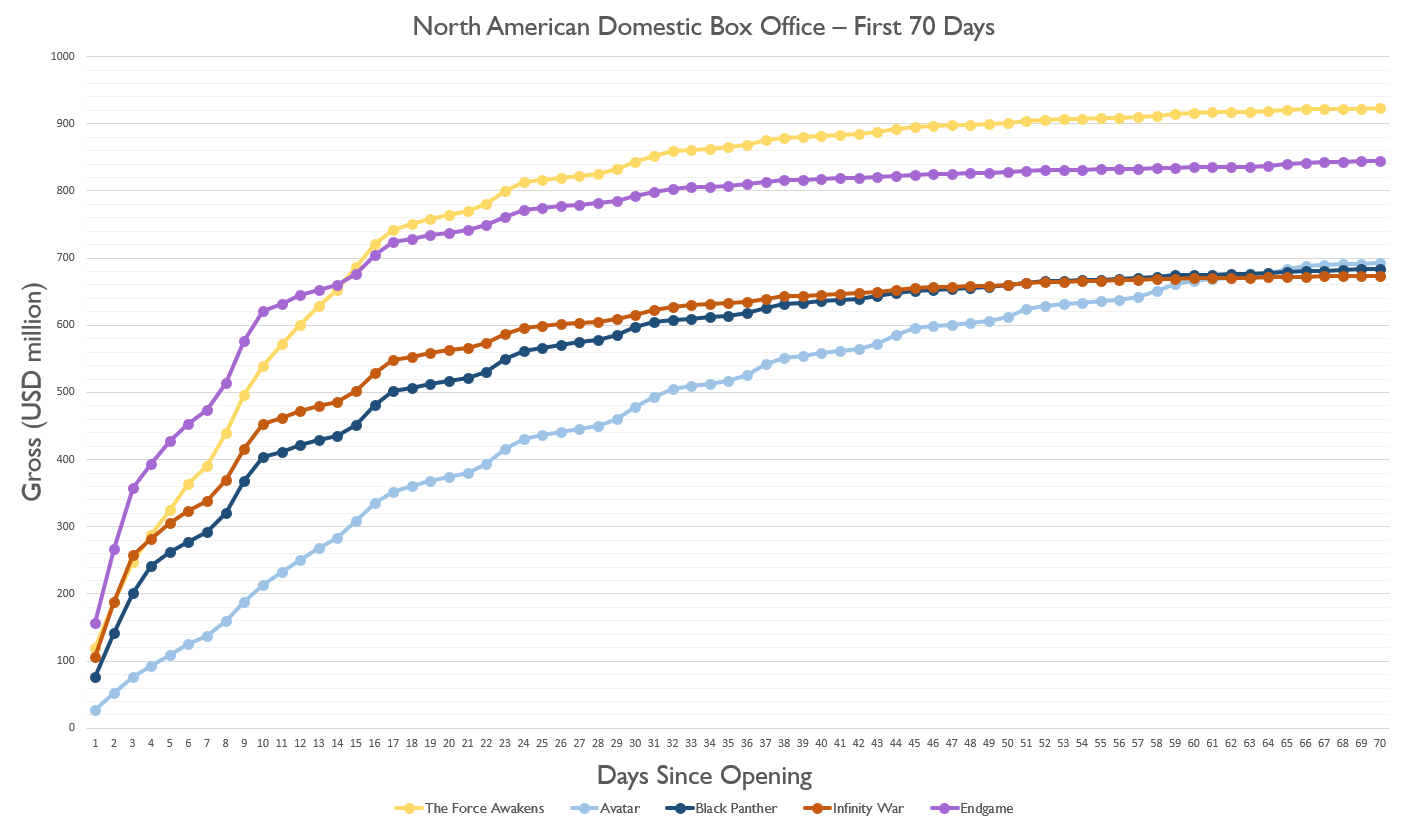
Gli incassi di Star Wars - Il risveglio della Forza (giallo) nei loro primi 70 giorni di apertura in Nord America

In Nord America il film ha incassato $57 milioni alle anteprime del giovedì sera, battendo il precedente record di $43 milioni di Harry Potter e i Doni della Morte - Parte 2. Ha inoltre stabilito un nuovo record nelle anteprime IMAX, incassando $5,7 milioni da 391 schermi, superando il precedente record di Avengers: Age of Ultron di $3 milioni. Nel giorno d'apertura ha incassato $119,1 milioni, stabilendo un nuovo record come miglior giorno d'apertura e miglior incasso giornaliero. È inoltre il primo film a incassare più di $100 milioni in un giorno. Nel week-end d'esordio ha incassato $248 milioni, inclusi $30,1 milioni dai cinema IMAX, stabilendo un nuovo record come miglior week-end d'esordio, superando i $208,8 milioni di Jurassic World. Ulteriori record stabiliti includono la miglior media per sala per una distribuzione ampia ($59,982), miglior esordio in un periodo festivo, miglior esordio per un film con rating PG-13, miglior esordio nel mese di dicembre e film più veloce ad arrivare ai $100 milioni (45 ore). Nel secondo week-end di programmazione è rimasto al primo posto del box-office incassando $149,2 milioni, stabilendo un nuovo record come miglior secondo week-end di sempre. Nel terzo week-end è rimasto al primo posto stabilendo un ulteriore record come miglior terzo week-end di sempre. Il 2 gennaio 2016, dopo soli 16 giorni dall'uscita, è diventato il secondo film a superare i $700 milioni di incasso dopo Avatar, e il 6 gennaio ha superato gli incassi di quest'ultimo, diventando il maggior incasso di sempre in Nord America. Il 9 gennaio è diventato il primo film a superare gli $800 milioni, e il 5 febbraio il primo a superare i $900 milioni, stabilendo tale primato in 50 giorni.

#### Internazionale
Il film ha esordito il 16 dicembre 2015 in 12 mercati internazionali, incassando $14,1 milioni il primo giorno di programmazione, ed esordendo al primo posto in tutti i paesi. Il 17 dicembre è stato distribuito in altri 42 paesi, incassando $58,6 milioni, per un totale complessivo di $72,7 milioni in due giorni, raggiungendo il primo posto in classifica in 44 paesi. Nel terzo giorno di programmazione ha incassato ulteriori $56,8 milioni, per un totale in tre giorni di $129,5 milioni. Ha raggiunto il primo posto in classifica in tutti paesi eccetto la Corea del Sud. Ha stabilito il record per il miglior esordio e il miglior incasso giornaliero nel Regno Unito ($14,3 milioni), Norvegia ($1,1 milioni), Svezia ($1,7 milioni), Germania ($7,1 milioni), Australia ($6,8 milioni) e in altri 14 paesi. Ha ottenuto alti incassi nel giorno d'esordio anche in Spagna ($3,5 milioni), Messico ($3,4 milioni), Italia ($3,1 milioni) e Giappone ($3 milioni). Dopo cinque giorni di programmazione ha incassato $279 milioni, nuovo record per il mese di dicembre e il terzo miglior esordio di sempre. Mercati internazionali in cui il film ha aperto con più di $10 milioni includono Regno Unito ($50,6 milioni), Germania ($27,5 milioni), Francia ($22,5 milioni), Australia ($19,6 milioni), Giappone ($13,5 milioni) e Russia ($12,3 milioni). Ha stabilito nuovi record come miglior week-end d'apertura in 16 paesi, inclusi Regno Unito, Germania, Australia, Russia e Svezia. Nel circuito IMAX ha incassato $17,9 milioni da 276 schermi. Nel secondo week-end di programmazione ha incassato $136,9 milioni. Il 9 gennaio 2016 è stato distribuito in Cina, dove ha debuttato con $52,6 milioni, il miglior week-end d'esordio di sempre nel paese. Al 31 gennaio 2016 i mercati più redditizi erano Regno Unito ($176,4 milioni), Cina ($122,1 milioni), Germania ($104,8 milioni), Giappone ($84,6 milioni) e Francia ($80,5 milioni). Il 17 gennaio ha superato il miliardo di incasso internazionale, diventando il primo film della Disney, il terzo del 2015 e il quinto di sempre a superare tale traguardo. Il film è rimasto al primo posto del box-office internazionale per cinque week-end consecutivi, prima di venire superato da Revenant - Redivivo. In Italia ha incassato 25551439 €, risultando essere il 28º maggior incasso di sempre.

### Critica
Il film è stato accolto positivamente dalla critica. Sull'aggregatore di recensioni Rotten Tomatoes ha un indice di gradimento del 93% basato su 453 recensioni, con un voto medio di 8,3 su 10; il consenso critico del sito recita: "Ricco di azione e popolato sia da volti familiari che da sangue fresco, Il risveglio della Forza ricorda con successo l'antico splendore della serie, iniettandovi una rinnovata energia". Su Metacritic ha un punteggio di 80 su 100 basato su 55 recensioni.
Justing Chang di Variety ha scritto che il film "ha stile, impeto, amore, cura a sufficienza da risultare irresistibile per chiunque si sia mai considerato un fan". Alfonso Duralde di TheWrap ha scritto che "Abrams ha adottato la relativamente cauta strategia di fare essenzialmente un remake del Guerre stellari originale, cosa che gli permette di deliziare i fan riportando i personaggi originali e al tempo stesso preparare il terreno per i personaggi nuovi". Todd McCarthy di The Hollywood Reporter ha scritto che il film "dona nuova energia e vita a un venerato franchise in un modo che fa riemergere vecchi piaceri e punta in nuove e promettenti direzioni". Chris Nashawaty di Entertainment Weekly ha scritto che "Il risveglio della Forza offre esattamente quello che volete: un'avventura spensierata immersa in una mitologia epica, una perfetta quantità di Fanservice che incendierà le vostre sinapsi più geek e un cliffhanger assolutamente perfetto che prepara la strada per i capitoli futuri". Lindsey Bahr dell'Associated Press ha definito il film "praticamente uguale all'originale", aggiungendo "ma non è quello che volevamo tutti?". Mick LaSalle del San Francisco Chronicle ha definito il film "il miglior sequel di Star Wars e uno dei migliori film del 2015". Peter Travers di Rolling Stone ha dato al film tre stelle e mezzo su quattro, scrivendo: "È tutto quello che il bambino in noi vuole dal cinema - un'avventura straordinaria che ci lascia sorpresi, spaventati ed euforici". Contrariamente, Stephanie Zacharek del TIME ha scritto che, "nonostante ci siano elementi che sembrano particolari e innovativi, per la maggior parte Il risveglio della Forza si sforza di soddisfare più che stupire". Nella sua recensione per Forbes Scott Mendelson ha scritto che il film "soffre di una sceneggiatura fatta senza cura che imita la trilogia iniziale senza nuovi contenuti e al contempo è sovraccaricato di sequenze d'azione generiche, nostalgici richiami al passato e fan service dichiarato".
In Italia Paolo Mereghetti sul Corriere della Sera ha scritto che il film "non tradisce le attese e anzi mette a segno qualche colpo ben indovinato. Senza rinnegare lo spirito iniziale di Lucas e del primissimo Guerre stellari di cui di fatto questo [...] è una specie di intelligente remake. Naturalmente con nuovi protagonisti [...] che si affiancano ai vecchi eroi Han Solo, Chewbecca, Leia Organa e Luke Skywalker e che permettono a questo film di diventare, oltre che un remake, anche un reboot, una nuova «ripartenza» verso altre avventure, un po' come è successo a James Bond con la regia di Sam Mendes e l'interpretazione di Daniel Craig". Matteo Bordone, recensendo il film per Internazionale, ha scritto che "pur essendo un film di rifondazione della saga, costretto a stilare da capo tutta la grammatica di Star Wars, Il risveglio della Forza è coinvolgente, leggero, privo di tempi morti e straordinariamente equilibrato". Gabriele Niola di BadTaste.it ha scritto che "Abrams conquista quel lido agognato da tutti in cui sta la sospensione dell'intrattenimento, la capacità di far correre una storia senza perdere lo sguardo, indirizzare lo spettatore rendendolo sempre conscio dell'ambiente in cui agiscono i personaggi. Il cinema d'avventura migliore". Critiche negative invece sono arrivate da Emilio Ranzato de L'Osservatore Romano, che ha specificato come "l'aspetto in cui fallisce più clamorosamente la messa in scena del nuovo regista è la rappresentazione del male, ovvero il disegno dei personaggi negativi. […] L'omologo di Darth Vader, Kylo Ren, porta una maschera evidentemente con la sola ragione di emulare il suo predecessore. Mentre la figura che dovrebbe sostituire l'imperatore Palpatine come incarnazione del male supremo rappresenta il più grave difetto del film".
George Lucas, creatore della saga, si è espresso in modo fortemente critico nei confronti del film, affermando che la Disney "ha voluto fare un film retrò. Non mi piace. Ho lavorato duramente per realizzare ogni film in modo completamente diverso, con diversi pianeti, diverse astronavi, per renderlo sempre nuovo", e aggiungendo di sentirsi come se avesse venduto le sue creature "agli schiavisti bianchi".
La pellicola è stata inclusa nelle liste dei migliori film dell'anno da diversi critici cinematografici:
- 1º - Peter Howell, The Toronto Star
- 2º - Bob Thompson, The Vancouver Sun
- 3º - Total Film
- 4º - Digital Spy
- 4º - Rod Pocowatchit, The Wichita Eagle
- 4º - Troy L. Smith, The Plain Dealer
- 5º - Empire
- 5º - Wired
- 5º - Collin Souter, RogerEbert.com
- 6º - Michael Smith, Tulsa World
- 6º - Twitch Film
- 7º - Matthew Jacobs, The Huffington Post
- 7º - Peter Debruge, Variety
- 8º - Matt Fagerholm, RogerEbert.com

- 9º - Sean P. Means, The Salt Lake Tribune
- 9º - Peter Travers, Rolling Stone
- 9º - Christopher Orr, The Atlantic
- 9º - Richard Roeper, The Chicago Sun-Times
- 10º - Robbie Collin, The Daily Telegraph
- 10º - Mick LaSalle, San Francisco Chronicle
- Top 10 (ordine alfabetico) - Peter Bradshaw, The Guardian
- Top 10 (ordine alfabetico) - Joe Morgenstern, The Wall Street Journal
- Top 10 (ordine alfabetico) - Joe Leydon, Variety
- Top 10 (ordine alfabetico) - Katherine Tulich, RogerEbert.com
- Top 10 (ordine alfabetico) - Nell Minow, RogerEbert.com
- Top 10 (ordine alfabetico) - Calvin Wilson, St. Louis Post-Dispatch
- Top 10 (ordine alfabetico) - Brian Truitt, USA Today

## Riconoscimenti
Diverse organizzazioni e associazioni hanno annunciato le candidature ai loro premi prima dell'uscita del film a dicembre, e ciò gli ha impedito di essere nominato ai Golden Globe 2016 e ad altri premi. Il film è stato aggiunto alla lista dei nominati come Miglior film ai Critics' Choice Awards dopo un referendum speciale da parte dei membri della Broadcast Film Critics Association, e l'annuncio degli American Film Institute Awards 2015 è stato posticipato per permettere ai membri dell'organizzazione di vedere il film.
- 2016 – Premio Oscar[208]
  - Candidatura al miglior montaggio a Maryann Brandon e Mary Jo Markey
  - Candidatura alla miglior colonna sonora a John Williams
  - Candidatura al miglior montaggio sonoro a Matthew Wood e David Acord
  - Candidatura al miglior sonoro ad Andy Nelson, Christopher Scarabosio e Stuart Wilson
  - Candidatura ai migliori effetti speciali a Roger Guyett, Patrick Tubach, Neal Scanlan e Chris Corbould
- 2016 – Alliance of Women Film Journalists[209]
  - Candidatura alla miglior star d'azione femminile a Daisy Ridley
  - Candidatura alla miglior performance rivelazione a Daisy Ridley
- 2016 – American Cinema Editors[210]
  - Candidatura al miglior montaggio, film drammatico a Maryann Brandon, Mary Jo Markey
- 2015 – American Film Institute[211]
  - Film dell'anno
- 2015 – Art Directors Guild[212]
  - Candidatura all'Excellence in Production Design - Fantasy Film a Rick Carter, Darren Gilford
- 2016 – Premio BAFTA[213]
  - Migliori effetti speciali a Chris Corbould, Roger Guyett, Paul Kavanagh e Neal Scanlan
  - Candidatura alla miglior colonna sonora a John Williams
  - Candidatura alla migliore scenografia a Rick Carter, Darren Gilford e Lee Sandales
  - Candidatura al miglior sonoro a David Acord, Andy Nelson, Christopher Scarabosio, Stuart Wilson e Matthew Wood
- 2016 – Casting Society of America[214]
  - Candidatura al Big Budget - Drama a Nina Gold, April Webster, Alyssa Weisberg, Jessica Sherman
- 2015 – Central Ohio Film Critics Association Awards[215]
  - Candidatura al miglior film
  - Candidatura all'attore dell'anno a Domhnall Gleeson
  - Candidatura al Breakthrough Film Artist a Daisy Ridley
  - Candidatura al miglior montaggio a Maryann Brandon, Mary Jo Markey
- 2016 – Cinema Audio Society[216]
  - Candidatura al miglior sonoro a Stuart Wilson, Andy Nelson, Christopher Scarabosio, Shawn Murphy, Charleen Steeves, Chris Manning
- 2016 – Costume Designers Guild
  - Candidatura all'eccellenza in un film fantasy a Michael Kaplan
- 2015 – Critics' Choice Movie Awards[206]
  - Candidatura al miglior film a Kathleen Kennedy, J. J. Abrams, Bryan Burk
- 2015 – Denver Film Critics Society[217]
  - Candidatura al miglior film di fantascienza/horror a Kathleen Kennedy, J. J. Abrams, Bryan Burk
  - Candidatura ai migliori effetti visivi a Roger Guyett, Patrick Tubach, Neal Scanlan, Chris Corbould
  - Candidatura alla miglior colonna sonora a John Williams
- 2016 – Empire Awards[218]
  - Miglior sci-fi/fantasy a Kathleen Kennedy, J. J. Abrams, Bryan Burk
  - Miglior regista a J.J. Abrams
  - Miglior esordio maschile a John Boyega
  - Miglior esordio femminile a Daisy Ridley
  - Migliori effetti visivi a Roger Guyett, Patrick Tubach, Neal Scanlan, Chris Corbould
  - Candidatura al miglior film a Kathleen Kennedy, J. J. Abrams, Bryan Burk
  - Candidatura ai migliori costumi a Michael Kaplan
  - Candidatura al miglior trucco e acconciatura
  - Candidatura alla miglior scenografia a Rick Carter, Darren Gilford, Alastair Bullock, Gary Tomkins
- 2015 – Florida Film Critics Circle[219]
  - Miglior performance rivelazione a Daisy Ridley
  - Candidatura ai migliori effetti visivi a Roger Guyett, Patrick Tubach, Neal Scanlan, Chris Corbould
  - Candidatura alla miglior colonna sonora a John Williams
- 2015 – Georgia Film Critics Association[220]
  - Candidatura alla miglior scenografia a Rick Carter, Darren Gilford, Alastair Bullock, Gary Tomkins
  - Candidatura al miglior cast
  - Candidatura alla miglior colonna sonora originale a John Williams
  - Candidatura alla miglior rivelazione a Daisy Ridley
- 2016 – Make-Up Artists and Hair Stylists Guild[221]
  - Candidatura al miglior trucco prostetico a Neal Scanlan
- 2017 – Grammy Award[222]
  - Miglior colonna sonora per i media visivi a John Williams
- 2016 – MTV Movie Awards[223]
  - Miglior film
  - Miglior performance rivelazione a Daisy Ridley
  - Miglior cattivo ad Adam Driver
  - Candidatura alla miglior performance femminile a Daisy Ridley
  - Candidatura alla migliore performance rivelazione a John Boyega
  - Candidatura alla miglior performance d'azione a John Boyega
  - Candidatura alla miglior performance virtuale ad Andy Serkis
  - Candidatura alla miglior performance virtuale a Lupita Nyong'o
  - Candidatura al miglior eroe a Daisy Ridley
  - Candidatura al miglior combattimento a Daisy Ridley e Adam Driver
  - Candidatura al miglior cast
- 2016 – Nickelodeon Kids' Choice Awards[224]
  - Miglior film
  - Candidatura al miglior attore a John Boyega
  - Candidatura alla miglior attrice a Daisy Ridley
  - Candidatura al miglior libro (Star Wars: Absolutely Everything You Need To Know)
- 2016 – Online Film & Television Association Awards[225]
  - Migliori effetti visivi
  - Miglior trailer
  - Candidatura alla miglior performance rivelazione maschile a John Boyega
  - Candidatura alla miglior performance rivelazione femminile a Daisy Ridley
  - Candidatura alla miglior performance vocale a Lupita Nyong'o
  - Candidatura al miglior Cast
  - Candidatura alla miglior colonna sonora a John Williams
  - Candidatura al miglior montaggio
  - Candidatura al miglior sonoro
  - Candidatura ai migliori effetti sonori
  - Candidatura al miglior poster
- 2016 – Saturn Awards[226]
  - Miglior film di fantascienza
  - Miglior sceneggiatura a Lawrence Kasdan, J.J. Abrams e Michael Arndt
  - Miglior attore a Harrison Ford
  - Miglior attore non protagonista ad Adam Driver
  - Miglior colonna sonora a John Williams
  - Miglior montaggio a Maryann Brandon e Mary Jo Markey
  - Miglior trucco a Neal Scanlan
  - Migliori effetti speciali a Roger Guyett, Patrick Tubach, Neal Scanlan, Chris Corbould
  - Candidatura alla miglior regia a J.J. Abrams
  - Candidatura al miglior attore a John Boyega
  - Candidatura alla miglior attrice a Daisy Ridley
  - Candidatura alla miglior attrice non protagonista a Carrie Fisher
  - Candidatura alla miglior attrice non protagonista a Lupita Nyong'o
  - Candidatura alla miglior scenografia a Rick Carter e Darren Gilford
  - Candidatura ai migliori costumi a Michael Kaplan
- 2016 – Teen Choice Awards[227]
  - Choice Movie: Villain ad Adam Driver
  - Choice Movie: Breakout Star a Daisy Ridley
  - Candidatura al Choice Movie - Sci-Fi/Fantasy
  - Candidatura al Choice Movie Actress: Sci-Fi/Fantasy a Daisy Ridley
  - Candidatura al Choice Movie: Chemistry a Daisy Ridley e John Boyega
  - Candidatura al Choice Movie: Hissy Fit ad Adam Driver
  - Candidatura al Choice Movie: Breakout Star a John Boyega
- 2016 – Visual Effects Society[228]
  - Outstanding Visual Effects in a Photoreal Feature
  - Outstanding Animated Performance in a Photoreal Feature a Maz Kanata
  - Outstanding Models in a Photoreal or Animated Project
  - Outstanding Virtual Cinematography in a Photoreal Project (Falcon Chase / Graveyard)
  - Candidatura all'Outstanding Created Environment in a Photoreal Feature (Falcon Chase / Graveyard)
  - Candidatura all'Outstanding Compositing in a Photoreal Feature
  - Candidatura all'Outstanding Effects Simulations in a Photoreal Feature (Starkiller Base)

## Sequel
Nel giugno 2014 Rian Johnson è stato ingaggiato per scrivere e dirigere Episodio VIII, intitolato Star Wars - Gli ultimi Jedi. Hamill, Fisher, Driver, Ridley, Boyega, Isaac, Nyong'o, Gleeson, Daniels, Christie e Serkis tornano nei panni dei rispettivi personaggi, e si aggiungono al cast Benicio del Toro, Laura Dern e Kelly Marie Tran. Il film è uscito negli Stati Uniti il 15 dicembre 2017 e in Italia il 13 dicembre.
Star Wars - L'ascesa di Skywalker, diretto nuovamente da Abrams e co-scritto da Abrams e Chris Terrio, è stato distribuito il 18 dicembre 2019.